# Цмокалюк, Исаак Николаевич
Исаак Николаевич Цмокалюк (2 мая 1902 — 10 апреля 1986) — советский хозяйственный деятель, Герой Социалистического Труда.

## Биография
Родился 2 мая 1902 года в селе Берёзовка. Член КПСС.
С 1932 года работал в колхозе кассиром. В 1939 году вступил в ряды ВКП(б).
С началом Великой Отечественной войны призван командиром особого батальона в Ростовской области. В 1944 году был отозван в Украинскую ССР с распоряжением по восстановлению сельского хозяйства. В 1945 году избран председателем колхоза имени Будённого села Берёзовки Черневецкого района Винницкой области Украинской ССР.
Указом Президиума Верховного Совета СССР от 16 февраля 1948 года присвоено звание Героя Социалистического Труда с вручением ордена Ленина и золотой медали «Серп и Молот».
Умер 10 апреля 1986 года в Берёзовке.

## Награды и звания
- Герой Социалистического Труда (16.02.1948)
- Орден Ленина (16.02.1948, 26.02.1958)
- Орден Октябрьской Революции (08.04.1971)